# Sinner
Sinner (с англ. — «Грешник») — немецкая хеви-метал-группа, основанная в 1980 году Мэтом Синнером (бас, вокал), который и остаётся единственным постоянным её участником. До настоящего времени записано 19 студийных альбомов.

## История
Группа была создана в начале 80-х в городе Штутгарт (ФРГ) Матиасом Лашем, который позже взял себе псевдоним Мэт Синнер. Там же в 1982 году был записан первый альбом «Wild 'n' Evil» . Этот альбом, как и следующие два («Fast Decision» и «Danger Zone»), были выполнены в духе классического немецкого хэви à la Accept. Последний из них, как и три последующих были выпущены на лейбле Noise Records.
В 1980-е годы состав группы не отличался постоянством. Изначально на ударных в группе играл Эдгар Патрик, позднее ушедший в Bonfire. Гитарист Херман Франк, ранее работавший в Accept, в 1985 году записал с Sinner альбом «Touch of Sin». Пришедшего ему на смену в 1986 году и принимавшего участие в создании пластинки «Comin’ Out Fighting» Маттиаса Дита вскоре переманил в свой сольный проект U.D.O. Удо Диркшнайдер. На этом же альбоме Мэту Синнеру удалось заручиться помощью известного сессионного музыканта из Великобритании — клавишника Дон Эйри, уже зарекомендовавший себя при работе со многими легендами тяжёлого рока (Rainbow, Оззи Осборн, Гэри Мур, Михаэль Шенкер).
С 1985 года музыкальная стилистика Sinner вбирает в себя модный по обе стороны Атлантики глэм-метал. В 1986 была издана пластинка «Comin’ Out Fighting», включавшая кавер на известный хит Билли Айдола «Rebel Yell», а в 1987 году вышел альбом «Dangerous Charm», выполненный в ещё более мягком, откровенно коммерческом звучании. После этого новых студийных работ не выходило 5 лет, группа фактически находилась в летаргическом состоянии.
В 1990 Мэт Синнер записал сольный альбом «Back to the Bullet», выдержанный в более жёстком, но по-прежнему мейнстримовом, глэм-металлическом ключе. Музыканты, которые участвовали при записи этого диска, составили костяк нового Sinner, выпустившего через два года студийный альбом «No More Alibis». В целом и он продолжил ту же проверенную линию звучания, впрочем как и два следующих. Это имело определённый успех: альбомы «Respect» в 1994 и «Bottom Line» в 1995 продержались 5 недель в японских чартах. Отыграв совместное с Mr. Big и Savatage турне по Германии, в 1995 году группа выпустила свой первый и пока единственный «живой» альбом.
Спустя два года Мэт Синнер решает заметно утяжелить и ужесточить музыку своего коллектива в сторону среднетемпового пауэр-метал. Это можно уже услышать на альбомах «Judgement Day» в 1997 и «The Nature of Evil» (выпущен в 1998 году после совместного с Deep Purple европейского турне). Последний из них стал одним из самых успешных альбомов группы, поднявшись на 63 место в германских чартах.
В том же 1998 году Мэт Синнер и Том Науманн, работавший в Sinner в 1980-90-х гг., создали хеви/пауэр проект Primal Fear, ориентированный на более быструю, чем у основного коллектива Мэта, музыку. На место фронтмена был приглашён Ральф Шиперс (экс-вокалист Gamma Ray), для которого эта группа и до настоящего времени является главным приоритетом.
В 2000-е годы Sinner записывал новые работы со значительным 3-4 летним промежутком во времени. В 2007 группа выпустила альбом «Mask of Sanity», который был очень положительно принят большинством поклонников группы. Такие песни как «Diary Of Evil» и «Black» стали весьма популярны. На последнюю был снят клип. В качестве бонус-трека была представлена кавер-версия композиции группы Thin Lizzy «Baby Please Don’t Go». Уже на следующий год вышел альбом «Crash & Burn», вновь радостно воспринятый фанатами. В 2011 Sinner выпустил альбом «One Bullet Left», а в 2013 — сборник «Touch of Sin 2», содержащий композиции с ранних альбомов группы, а также 2 новые песни. Также, помимо записи студийных альбомов, группа в последнее время усиленно гастролирует, обычно в паре с Primal Fear.

## Составы

### Текущий состав[2]
- Мэт Синнер — вокал и бас-гитара (1982 — наши дни)
- Алекс Бейродт — гитара (1990—2000, 2010 — наши дни)
- Кристоф Лейм — гитара (2006 — наши дни)
- Алекс Шольп — гитара (2011 — наши дни)
- Андре Хильгерс — ударные (2011-наши дни)

### Бывшие участники
- Кало Рапалло — гитара (1981 — 1982)
- Ральф Шульц — ударные (1984) R.I.P. 01/03/2014
- Мик Ширли — гитара (1984)
- Френк «Кэт» Миттельбах — гитара (1981 — 1983)
- Эдгар Патрик — ударные (1981 — 1983)
- Герман Франк — гитара (1985)
- Берни ван дер Граф — ударные (1985 — 1990)
- Герхард «Ангел» Шлейфер — гитара (1986)
- Маттиас «Дон» Дит — гитара (1986 — 1987)
- Томми Гейгер — бас-гитара (1990 — 1992)
- Томми Риш — ударные (1992 — 1994)
- Фриц Рандоу — ударные (1994 — 1999,2002)
- Ули Куш — ударные (2000)

### Бывшие сессионные музыканты
- Дон Эйри — клавишные (1986)
- Михаэль Восс — бэк-вокал (1986)
- Чарли Хан — бэк-вокал (1986)

## Дискография

### Студийные альбомы
- Wild’n’Evil (1982)
- Fast Decision (1983)
- Danger Zone (1984)
- Touch of Sin (1985)
- Comin' Out Fighting (1986)
- Dangerous Charm (1987)
- Mat Sinner — Back to the Bullet (1990)
- No More Alibis (1992)
- Respect (1993)
- Bottom Line (1995)
- Judgement Day (1996)
- The Nature of Evil (1998)
- The End of Sanctuary (2000)
- There Will Be Execution (2003)
- Mask of Sanity (2006)
- Crash & Burn (2008)
- One Bullet Left (2011)
- Touch of Sin 2 (2013)
- Tequila Suicide (2017)
- Santa Muerte (2019)
- Brotherhood (2022)

## Компиляции
- Germany Rocks — The Best Of (1994)
- The Best of Sinner — Noise Years (1994) — релиз только в Японии
- Treasure (The Works 93 — 98) (1998) — релиз только в Азии
- The Second Decade (1999)
- Emerald — Very Best of Sinner (2000) — релиз только в Японии
- Jump the Gun (The Collection) (2009)
- No Place in Heaven - The Very Best of the Noise Years 1984—1987 (2016)
- The Nuclear Blast Recordings (2018)

## Синглы
- Out of Control (1985)
- Bad Girl (1985)
- Born to Rock (1986)
- Hypnotized (1986)
- Fight the Fight (1987)
- Knife in My Heart (1987)
- Rebel Yell (1989)
- Where Were You (1992)
- Judgement Day (1997)

### Концертные альбомы
- In the Line of Fire (Live in Europe) (1996)

### Трибьют-альбомы
- A Tribute to Accept (1999)
- The Spirit of the Black Rose — A Tribute to Phil Lynott (2001)
- Emerald — A Tribute to the Wild One (2002)